# Working on a Dream (singolo)
Working on a Dream è un singolo di Bruce Springsteen, il quale dà il nome all'omonimo album.

## Storia
La canzone viene eseguita la prima volta il 2 novembre 2008 durante l'apparizione di Springsteen a Cleveland per la campagna presidenziale di Barack Obama.
L'intero brano comincia ad essere trasmessa sulle stazioni radio il 21 novembre 2008. Diventa un grande successo sulla classifica statunitense dell'adult alternative rock, raggiungendo il secondo posto.
In seguito il brano viene eseguita per la prima volta dalla E Street Band il 1º febbraio 2009, durante lo spettacolo di Springsteen nell'intervallo del Super Bowl XLIII